# Coulomp
Der Coulomp ist ein Fluss im Südosten Frankreichs, der im Département Alpes-de-Haute-Provence in der Region Provence-Alpes-Côte d’Azur verläuft. Er entspringt an der Südwestflanke des Bergmassivs Montagne de Beaussebérard (2088 m), nahe der Ortschaft Aurent in der Gemeinde Castellet-lès-Sausses. Von dort aus verläuft er weitgehend in südlicher Richtung, ehe er westlich von Saint-Benoît nach Osten schwenkt. Hier mündet mit der Vaïre von rechts sein bedeutendster Zufluss. An der Gemeindegrenze von Saint-Benoît und Entrevaux mündet der Coulomp nach insgesamt rund 20 Kilometern als rechter Nebenfluss in den Var.

## Orte am Fluss
(Reihenfolge in Fließrichtung)
- Aurent, Gemeinde Castellet-lès-Sausses
- Chabrières, Gemeinde Le Fugeret
- Braux
- Saint-Benoît

## Sehenswürdigkeiten
- Der Pont de la Reine Jeanne (dt. Brücke der Königin Johanna) nahe Saint-Benoît von 1728/29. Die Brücke ist als Monument historique[4] registriert. Ein Vorgängerbauwerk ist an der Stelle bereits 1296 nachweisbar.